# Olancha Peak
Der Olancha Peak ist ein 3704 m hoher Berg im Bundesstaat Kalifornien in den Vereinigten Staaten. Er liegt auf der Grenze zwischen dem Inyo und Tulare County und befindet sich am Rand der Golden Trout Wilderness im Inyo National Forest.

## Geographie
Der Berg gehört zu der südlichen Sierra Nevada und liegt dort in der östlichsten Gipfelreihe vor dem Owens Valley. Direkt östlich am Fuß liegt im Tal der Ort Olancha am U.S. Highway 395, östlich davon erhebt sich wiederum die Coso Range. Nordöstlich des Berggipfels befindet sich der Owens Lake, der zum größten Teil ausgetrocknet ist. Gipfel in der Umgebung sind auf demselben Grat der Muah Mountain im Norden und der Round Mountain im Süden. Nordwestlich liegt der Templeton Mountain, westlich der Brown Mountain und südwestlich der Monache Mountain. An der Südwestseite entspringt der Monache Creek, welcher in den South Fork Kern River mündet. Die Dominanz beträgt 23,68 km, der Berg ist also die höchste Erhebung im Umkreis von 23,68 km. Er wird überragt von dem nordnordwestlich liegenden Trailmaster Peak, ein Nebengipfel des Cirque Peak.